# Hormozgan
Hormozgan, auch Hormusgan (persisch هرمزگان), ist eine der 31 iranischen Provinzen. Hauptstadt ist Bandar Abbas.
In der Provinz leben 1.776.415 Menschen (Volkszählung 2016). Die Fläche beträgt 70.697,3 Quadratkilometer, die Bevölkerungsdichte 25 Einwohner pro Quadratkilometer.

## Geographie
Hormozgan liegt im Süden Irans an der Straße von Hormus (persisch: Hormoz). Sie ist die den Vereinigten Arabischen Emiraten am nächsten gelegene Provinz.
Geografisch besteht sie größtenteils aus wüstenhaften Bergen und einer extrem feuchten und heißen Küstenregion. Viele Iraner bevorzugen die Küsten zum Winterurlaub.
Hauptstadt von Hormozgan ist Bandar Abbas („Hafen des Abbas“). Weitere wichtige Städte sind Bandar Lengeh, Haji Abbad, Minab, Qeschm, Bandar-e Dschask, Bastak, Bandar-e Chamir, Gavbandi, Roudan und Abumusa sowie Kong.

## Verwaltungsgliederung
Die Provinz gliedert sich in 13 Verwaltungsbezirke:
| \| Verwaltungsbezirke \| Fläche in km² \| Einwohner (2016) \| \| ------------------ \| ------------- \| ---------------- \| \| Abu Musa \| 65 \| 7.402 \| \| Bandar Abbas \| 10.001 \| 680.366 \| \| Bandar-Langeh \| 7.617 \| 159.358 \| \| Baschgard \| 8.747 \| 35.085 \| \| Bastak \| 5.557 \| 80.492 \| \| Chamir \| 3.925 \| 56.148 \| \| Dschask \| 10.948 \| 58.884 \| \| Hadschiabad \| 9.466 \| 69.625 \| \| Minab \| 5.103 \| 259.221 \| \| Parsian \| 1.637 \| 50.596 \| \| Qeschm \| 1.521 \| 148.993 \| \| Rudan \| 3.044 \| 124.522 \| \| Sirik \| 2.331 \| 45.723 \| |               |                  |
| Verwaltungsbezirke | Fläche in km² | Einwohner (2016) |
| Abu Musa | 65            | 7.402            |
| Bandar Abbas | 10.001        | 680.366          |
| Bandar-Langeh | 7.617         | 159.358          |
| Baschgard | 8.747         | 35.085           |
| Bastak | 5.557         | 80.492           |
| Chamir | 3.925         | 56.148           |
| Dschask | 10.948        | 58.884           |
| Hadschiabad | 9.466         | 69.625           |
| Minab | 5.103         | 259.221          |
| Parsian | 1.637         | 50.596           |
| Qeschm | 1.521         | 148.993          |
| Rudan | 3.044         | 124.522          |
| Sirik | 2.331         | 45.723           |

## Sehenswürdigkeiten

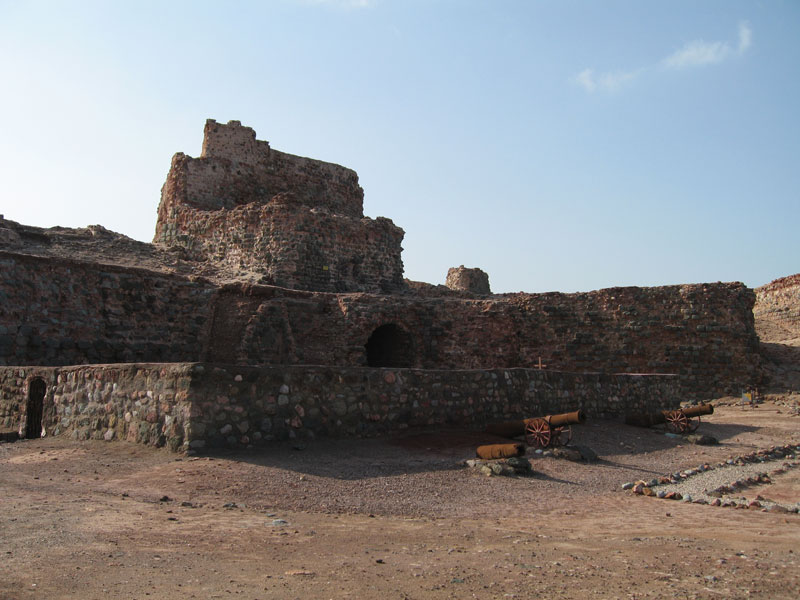
Portugiesische Burg auf Hormus

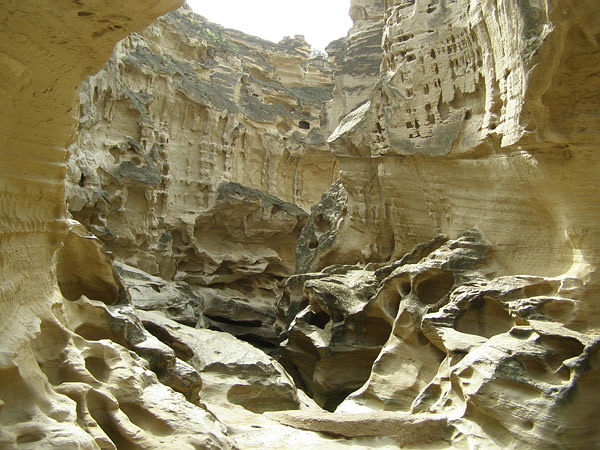
Das Tschahkuh-Tal auf Qeschm

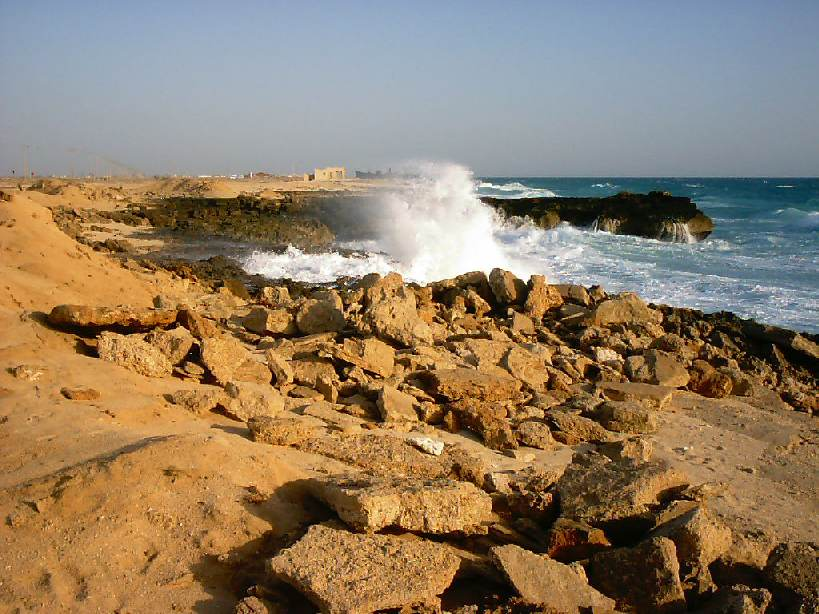
Südküste der Insel Kisch

Die Iranische Kulturerbe-Organisation (ICHO) verzeichnet in der Provinz 212 Orte von historischer und kultureller Bedeutung. Unter anderem zählen folgende Orte dazu:
- Emarat-e Kolah Farangi, errichtet während der niederländischen Okkupation
- Berkehha-ye Baran, traditionelle Wasser-Reservoirs
- Fekri-Haus
- Gele-dari, traditioneller Badeort
- Geno, UNESCO-Biosphärenreservat
- Hara-Mangrovenwälder von Qeschm
- Hara, UNESCO-Biosphärenreservat
- Hindu-Tempel in Bandar Abbas
- Insel Kisch im Persischen Golf
  - Harireh, antike Stadt
- Insel Qeschm
- Latidan-Brücke, errichtet während der Herrschaft von Schah Abbas I.
- Portugiesische Burg auf der Insel Hormus
- Sa'di-Haus
- verschiedene Thermalquellen
- Dareye Setaregan Qeshm, Tal der Sterne
- Salzberge in der Nähe von Bandar Pohl

## Hochschulen
- Bandar Abbas University of Medical Sciences
- University of Hormozgan
- Qeshm Institute of Higher Education
- Islamic Azad University of Bandar Abbas
- Kish University